# Seonjeongneung
Seonjeongneung es el cementerio de los dos reyes de la Dinastía Joseon y una reina de Joseon. La tumba más occidental pertenece al Rey Seongjong (el noveno rey de la dinastía Joseon). Su primera esposa, la reina Han, murió a los 18 años y está enterrada cerca de Munsan, al norte de Seúl. Su segunda esposa, la Reina Jeonghyeon, de la familia Yun, está enterrada aquí, porque ella dio a luz el segundo hijo del rey (el futuro Rey Jungjong) en 1506. 

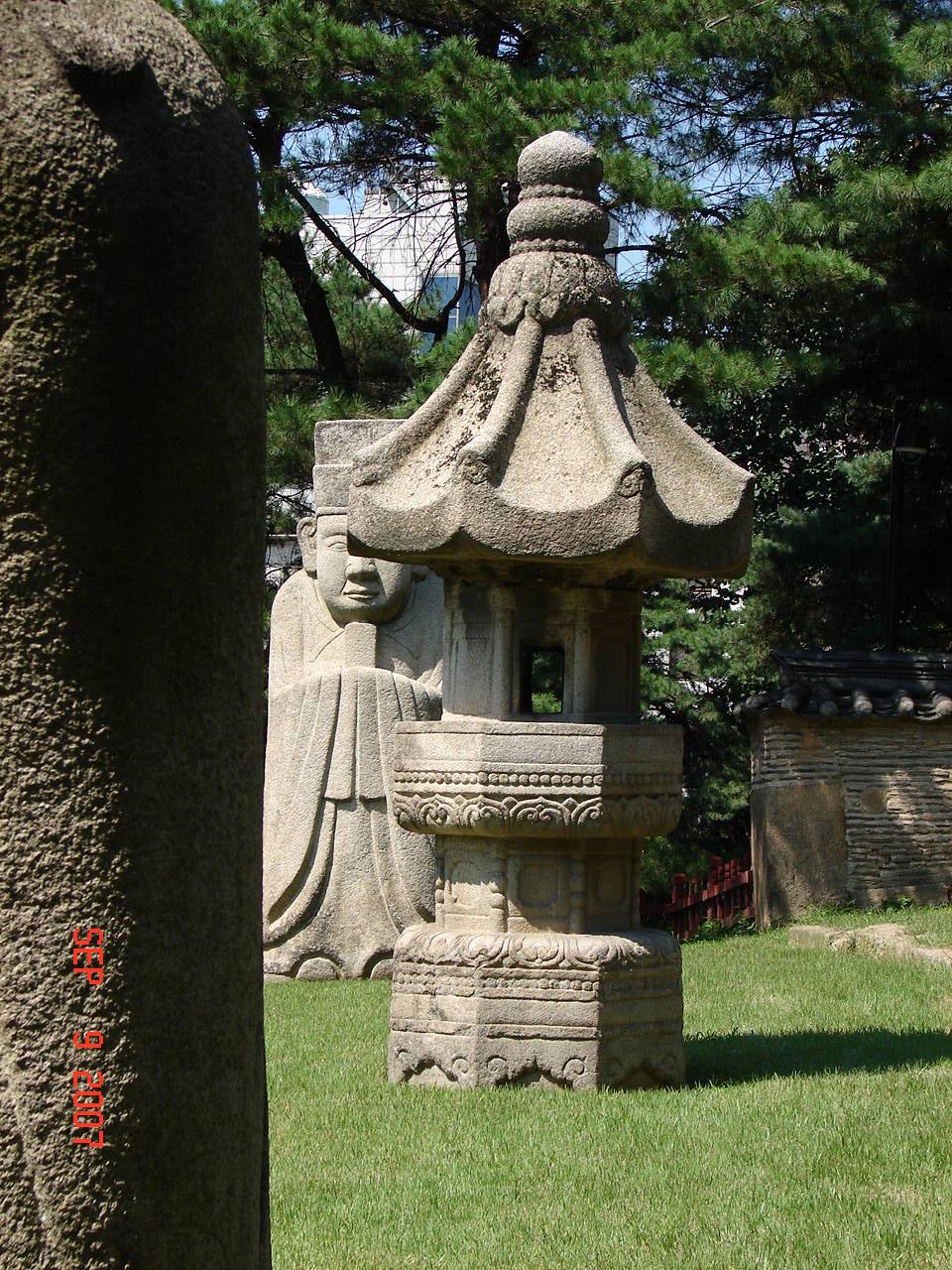
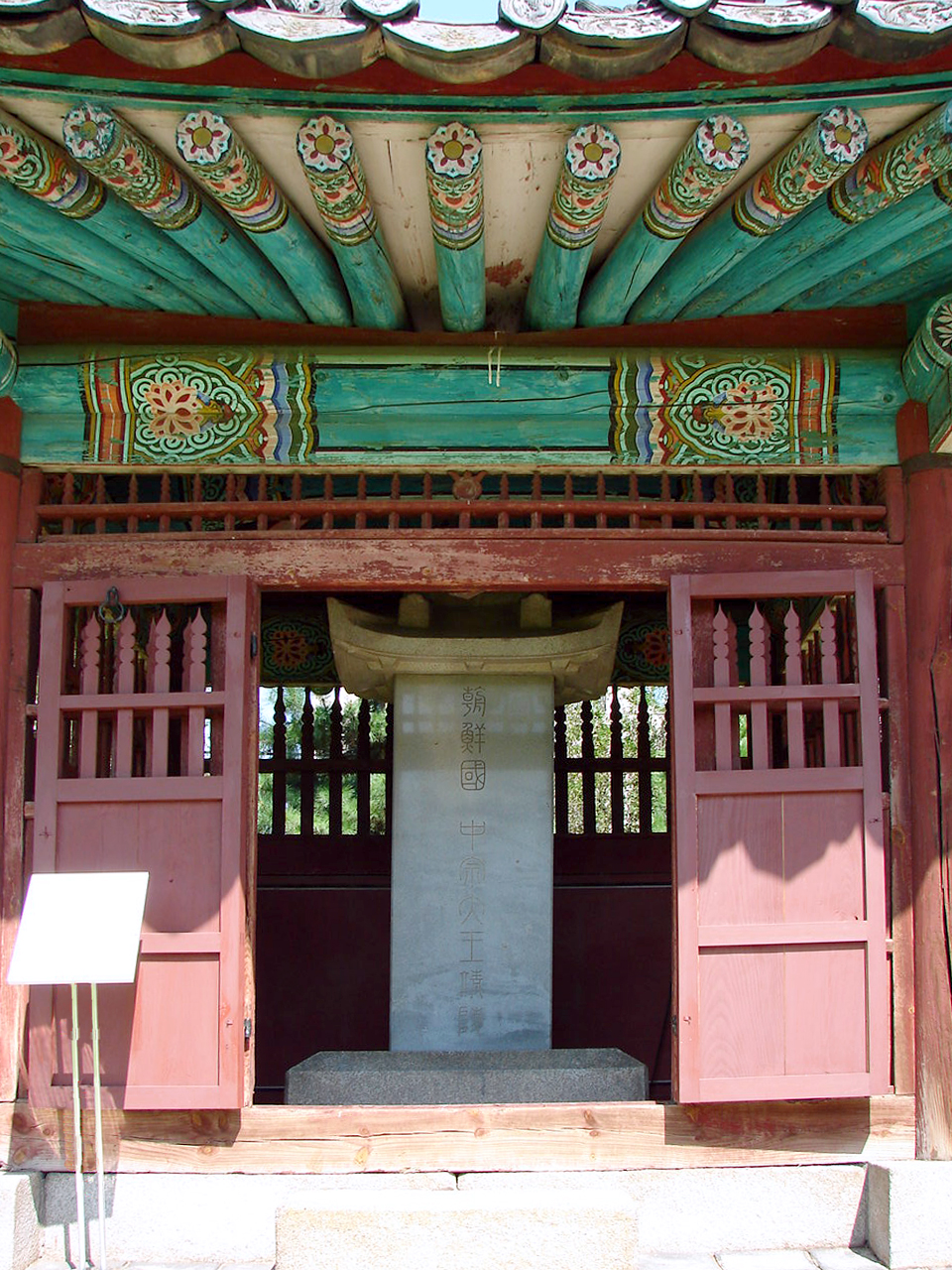
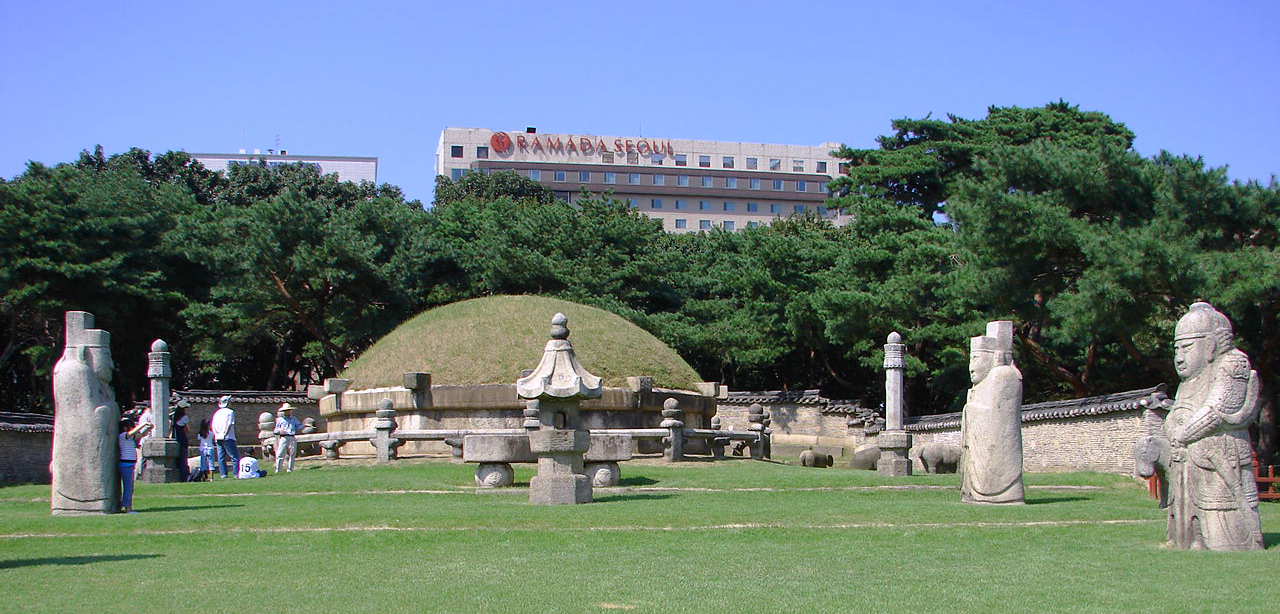

La Reina Jeonghyeon sobrevivió a su marido por 35 años y fue enterrada en una tumba espléndida al este de su marido. Su tumba tiene una valla de piedra que rodea el montículo, mientras que la tumba de su marido, a la izquierda, tiene un muro de contención también. Las estatuas de los funcionarios civiles y militares y sus caballos de pie en posición de firmes delante de las tumbas. Al sur de las tumbas es un único santuario en forma de T del tipo comúnmente encontrado en la era Joseon tumbas reales. También hay varios edificios auxiliares para el material utilizado en el almacenamiento de los sacrificios.
La Reina Jeonghyeon tenía un profundo interés por el budismo y fundó el templo cercano Bongeunsa.
La otra tumba en el sitio es la tumba Jeongneung, ubicado en la más oriental de este sitio. Este es el lugar de entierro del Rey Jungjong, el 11 rey de Joseon (r. 1506-1544). Él era un hijo de Seongjong, y fue enterrado originalmente en Goyang cerca Munsan, al norte de Seúl. Sin embargo, su tercera reina pensó que sería mejor tenerlo re-enterrado cerca de su padre. Expresó su deseo de ser enterrado junto a él, pero este deseo nunca se llevó a cabo, y su tumba se encuentra solo.